# Mansuate

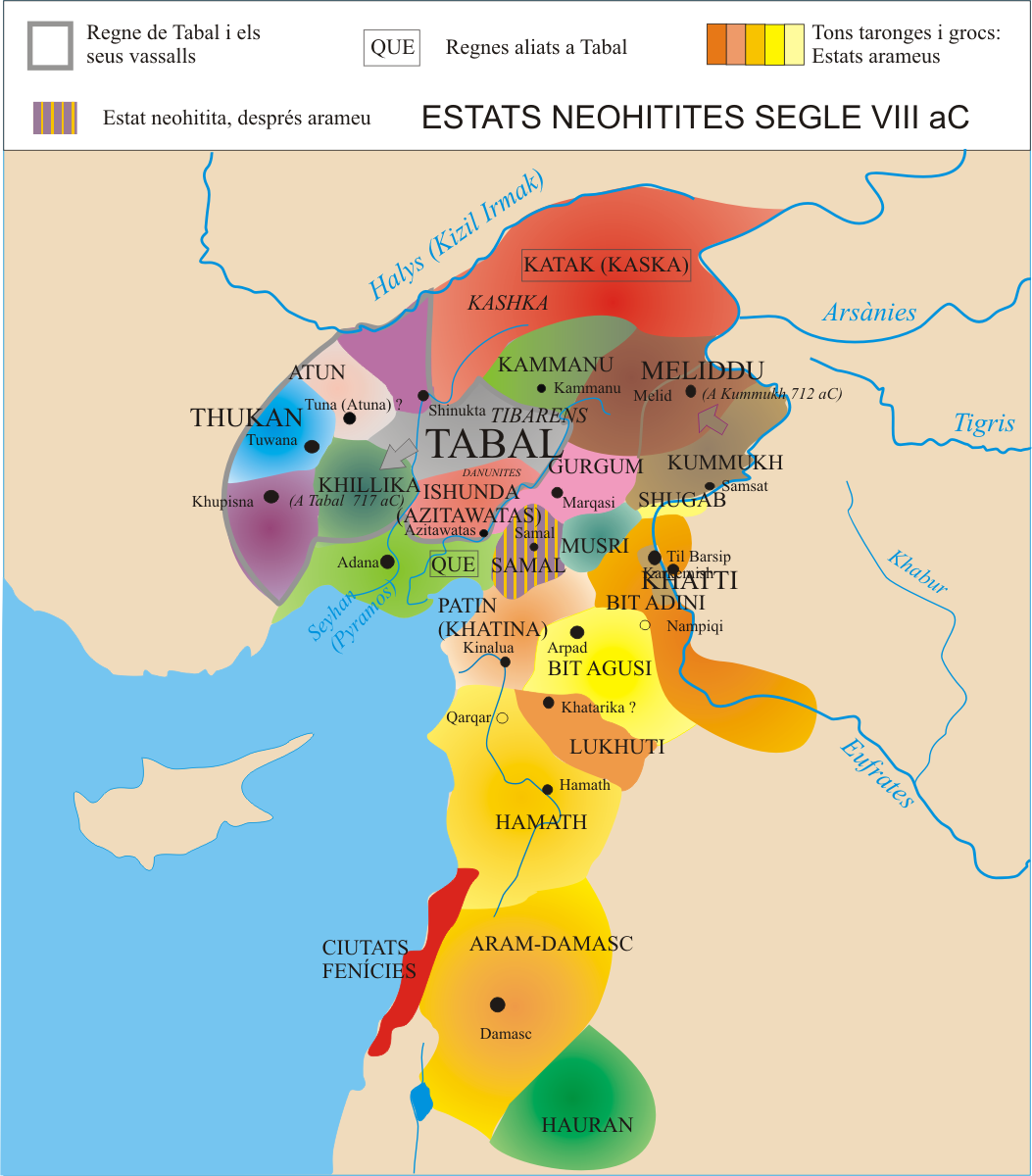
Mapa starożytnej Syrii w VIII w. p.n.e. z zaznaczonym położeniem królestwa Hamat

Mansuate (Manṣuate) – miasto w starożytnej Syrii w 1 połowie I tys. p.n.e., leżące najprawdopodobniej w południowej części aramejskiego królestwa Hamat. Po podboju tego królestwa przez Asyrię w 732 r. p.n.e. Mansuate stało się stolicą asyryjskiej prowincji noszącej tę samą nazwę. Dokładne położenie miasta nie jest znane, choć niektórzy uczeni próbują lokalizować je w miejscu współczesnego miasta Masjaf w muhafazie Hama w zachodniej Syrii.
Najstarsza wzmianka dotycząca tego miasta znajduje się w asyryjskiej kronice eponimów, która wspomina o tym, iż w 796 r. p.n.e., za rządów króla Adad-nirari III (810–783 p.n.e.), armia asyryjska wyprawiła się a-na Man-ṣu-a-te („przeciw Mansuate”). W 732 r. p.n.e., po podboju królestwa Hamat przez Tiglat-Pilesera III (744–727 p.n.e.), Mansuate wraz z innymi miastami tego królestwa dostało się pod panowanie Asyrii. Najprawdopodobniej już wówczas z południowych ziem królestwa Hamat utworzono asyryjską prowincję ze stolicą w Mansuate. Znany jest list z czasów panowania Tiglat-Pilesera III, który potwierdza, że miasto to zarządzane już było wówczas przez Asyryjczyków.
Więcej informacji o prowincji Mansuate znaleźć można w dokumentach z czasów panowania Sargonidów, m.in. w tekstach administracyjnych z czasów panowania Sargona II (722–705 p.n.e.) oraz w listach do Asarhaddona (680–669 p.n.e.). Jeden z tekstów wymienia ją wraz z innymi prowincjami (Megiddo, Simirrą, Hatarikką i Subutu), które utworzone zostały z ziem podbitych królestw Izraela, Hamat i Damaszku. Zgodnie z innymi dostarczać ona miała koni i wełny. W asyryjskiej kronice eponimów jako urzędnik limmu w 680 r. p.n.e. wymieniany jest gubernator Mansuate o imieniu Dananu.